# 4993 Cossard
4993 Cossard (1983 GR) là một tiểu hành tinh vành đai chính được phát hiện ngày 11 tháng 4 năm 1983 bởi Henri Debehogne và Giovanni de Sanctis ở Đài thiên văn Nam Âu.